# Ken Mizorogi
Ken Mizorogi (溝呂木 賢, Mizorogi Ken)
, né le 16 septembre 1980 dans la préfecture de Yamanashi est un acteur japonais.

## Filmographie
- Kamen Rider 555: Paradise Lost (2003) : Keitaro Kikuchi
- Kamen Rider 555 (2003) : Keitaro Kikuchi

## Source de la traduction
- (en) Cet article est partiellement ou en totalité issu de l’article de Wikipédia en anglais intitulé « Ken Mizorogi » (voir la liste des auteurs).